# Gnathorhizidae
De Gnathorhizidae zijn een familie van uitgestorven longvissen die leefden van het Laat-Carboon tot het Midden-Trias. Gnathorhizide fossielen zijn gevonden in Noord-Amerika, Madagaskar, Australië en mogelijk Oost-Europa en Zuid-Afrika. Ze worden gekenmerkt door hooggeribbelde tandplaten die snijbladen vormen en een reductie van schedelbeenderen.
De familie werd in 1977 benoemd door Miles.
Een klade Gnathorhizidae werd in 2017 gedefinieerd als de groep omvattende Gnathorhiza en alle taxa nauwer verwant aan Gnathorhiza dan aan Lepidosiren, Neoceratodus, Ferganoceratodus en Sagenodus.
Een synapomorfie is het bezit van zijdelings afgeplatte knobbels op de laatste richel van de tandplaat, op één lijn liggend met die plaat.

## Fylogenie
Fylogenetisch bewijs ondersteunt volgens sommige onderzoekers dat Gnathorhizidae de zustergroep is van de bestaande familie Lepidosirenidae, die nog steeds in Zuid-Amerika en Afrika leeft. De clade met Gnathorhizidae en Lepidosirenidae is de kroongroep van de onderorde Ceratodontoidei, die ook de bestaande familie Neoceratodontidae en vele andere uitgestorven families bevat. Anderen echter denken dat de groep meer basaal staat en weinig met moderne longvissen te maken heeft, wat ook beter past bij de hoge geologische ouderdom.

## Verspreiding
Gnathorhiziden zijn te vinden in Noord-Amerika, Oost-Europa, Australië en Afrika. Gnathorhiziden uit Noord-Amerika variëren van het Gzhelien tot het Roadien. In Afrika worden gnathorhiziden gevonden in het Olenekien van Madagaskar en mogelijk Zuid-Afrika. Tanden van longvissen, toegeschreven aan gnathorhiziden zijn gemeld van het Lopingien tot het Olenekien in Polen en West-Rusland. Het is dus waarschijnlijk dat gnathorhiziden een verspreiding over Pangea hadden gedurende het Laat-Paleozoïcum en het Vroeg-Mesozoïcum.

## Paleo-ecologie en gedrag
Gnathorhiziden worden voornamelijk gevonden in paleosolen die kortstondige wetlands vertegenwoordigen. Bovendien worden gnathorhiziden, in tegenstelling tot de meeste groepen fossiele longvissen, vaak gevonden in combinatie met reguliere holstructuren, wat suggereert dat deze groep longvissen mogelijk tijdens het droge seizoen 'overzomerde', net zoals moderne Afrikaanse en Zuid-Amerikaanse longvissen.
In tegenstelling tot de meeste fossiele longvissen, maar nogmaals, zoals moderne Zuid-Amerikaanse en Afrikaanse longvissen, hebben gnathorhiziden bladachtige tandplaten. Dit suggereert dat gnathorhizids actieve roofdieren waren, in tegenstelling tot de meeste longvissen, die zich voornamelijk voeden met benthische ongewervelde dieren.

## Geslachten
- Gnathorhiza
- Monongahela
- Beltanodus
- Microceratodus
- Namatozodia
- Persephonichthys